# Анхнесмерира II

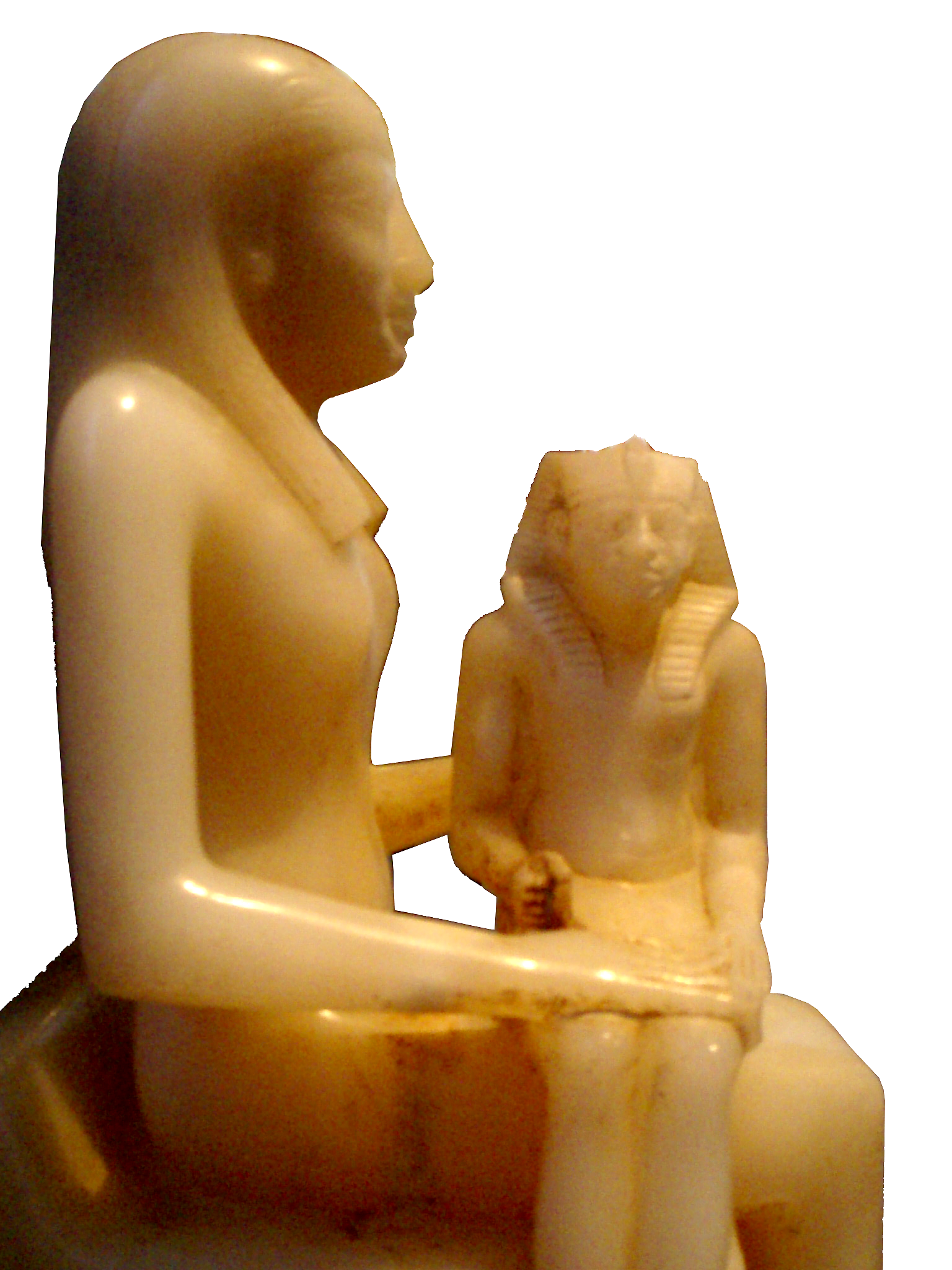
Анхнесмерира II и её сын Пиопи II

Анхесенмерира II, Анхесенпепи II, или Анехесен-Мерира — вторая супруга фараона Пепи I (Пиопи I), мать Пепи II (Пиопи II), дочь первого древнеегипетского визиря-женщины Небет.
Начало царствования Пепи I связано со скандалом: фараон приказал убрать имя своей первой жены со всех монументов, женившись второй раз на простолюдинке, Анхнесмерире II. На скульптурах её маленький сын Пиопи II сидит у неё на коленях. На момент восшествия его на престол ему было 6 лет, мать стала его регентшей. После смерти она удостоилась постройки собственного пирамидного комплекса. Её изуродованную и обезглавленную мумию нашли в полностью разграбленной пирамиде, а Пиопи II вошел в «Хроники эпохи Древнего царства» как долгожитель и правил Египтом девяносто четыре года.